# Muzeum Pai Jovanovicia
Muzeum Pai Jovanovicia (serb. Музеј Паје Јовановића) – muzeum w Belgradzie noszące imię serbskiego malarza Pai Jovanovicia.

## Historia
Po II wojnie światowej Paja Jovanović prowadził rozmowy z Muzeum Miejskim w Belgradzie dotyczące przekazania przez niego obrazów i rzeczy osobistych, które uważał za „warte zachowania”. W 1952 roku muzeum otrzymało 800 obiektów, a po śmierci artysty 30 listopada 1957 roku dostarczono tu także urnę z prochami artysty. W dniu pogrzebu artysty, który odbył się 11 czerwca 1970 roku w Alei Zasłużonych na cmentarzu Novo Groblje w Belgradzie, otwarto także Muzeum Pai Jovanovicia.
W 1972 roku trafiła tu kolekcja składająca się z 11 obrazów i zabytkowych mebli przekazana przez żonę malarza Hermine (Dauber) Jovanović Muni (1892–1972). Po 40 latach, w 2009 roku z okazji 150. rocznicy urodzin Pai Jovanovicia, została wykonana konserwacja i restauracja mebli i obrazów. Zmieniono również ekspozycję.

## Ekspozycja
W 2018 roku w muzeum zostało częściowo zrekonstruowane wiedeńskie studio malarskie wyposażone w stylowe meble. Można tu też zobaczyć akcesoria malarza, dokumenty osobiste, dyplomy i odznaczenia, notatki i wspomnienia, korespondencję i fotografie większości prac artysty.
Kolekcja obrazów obejmuje krajobrazy, portrety, kompozycje historyczne, martwą naturę, kompozycje mitologiczne i religijne, ilustracje oraz akty.

## Lokalizacja
Muzeum znajduje się w Belgradzie na IV piętrze starej kamienicy przy ulicy Kralja Milana (Краља Милана) 21.